# Клирвотер (Канзас)
Клирвотер (енгл. Clearwater) град је у америчкој савезној држави Канзас.

## Демографија
По попису из 2010. године број становника је 2.481, што је 303 (13,9%) становника више него 2000. године.
| Група             | 2000.         | 2010.         |
| Белци             | 2.090 (96,0%) | 2.384 (96,1%) |
| Афроамериканци    | 6 (0,3%)      | 5 (0,2%)      |
| Азијати           | 9 (0,4%)      | 8 (0,3%)      |
| Хиспаноамериканци | 23 (1,1%)     | 39 (1,6%)     |
| Укупно            | 2.178         | 2.481         |